# Dům Jednoho
Dům Jednoho je mezináboženskou stavbou v Berlíně. Je první stavbou svého druhu na světě pro duchovní aktivity, modlitby a bohoslužby tří náboženství - judaismu, křesťanství a islámu.
Je stavěn ve čtvrti Fischerinsel, na místě prvního berlínského kostela sv. Petra. Poslední církevní stavbou na onom místě byl kostel stržený roku 1945 po bombardování Berlína.
Základní kámen byl položen 14. dubna 2020.